# Witold Janowicz

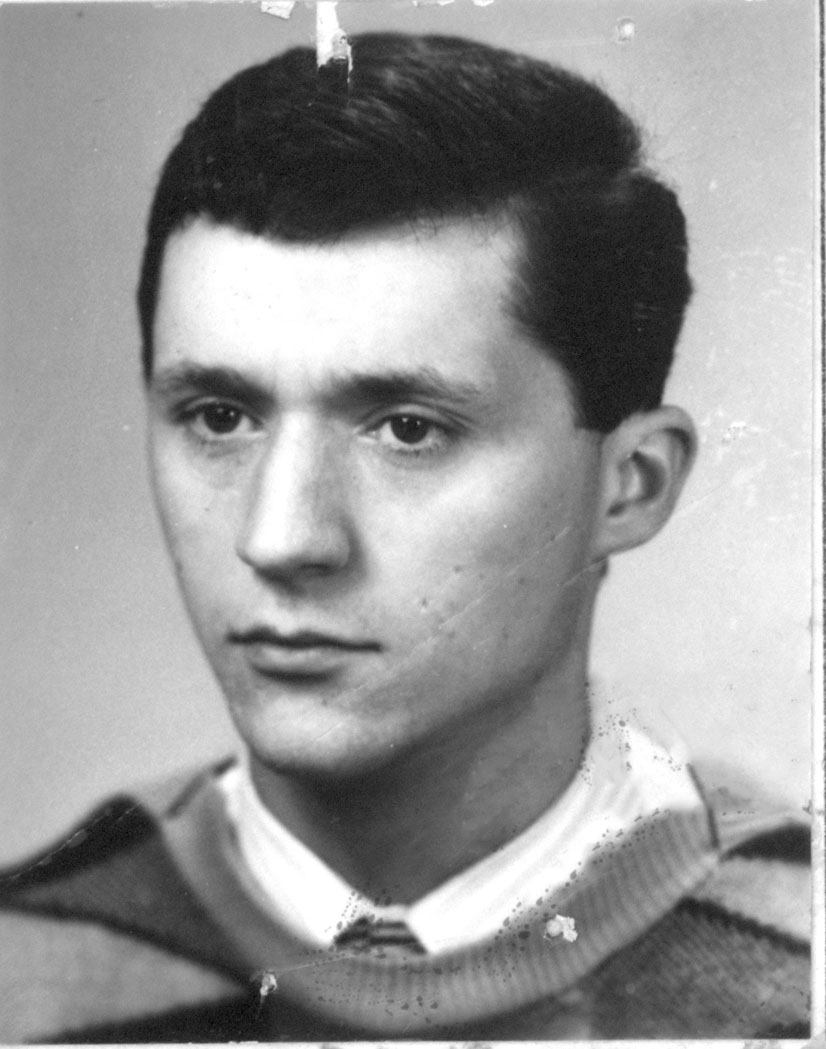
17 - letni Witold Janowicz. Styczeń 1982 rok. Pierwsze zdjęcie po opuszczeniu aresztu śledczego w Gliwicach

Witold Robert Janowicz (ur. 17 kwietnia 1964 w Gliwicach) – działacz opozycji demokratycznej lat 80. w Polsce.

## Życiorys
18 grudnia 1981 został aresztowany za kolportowanie „Biuletynu II Garnituru Gliwickiej Delegatury NSZZ Solidarność” i pobity podczas składania zeznań. W styczniu 1982 został skazany przez Wojskowy Sąd Garnizonowy na karę trzech lat pozbawienia wolności w zawieszeniu na dwa lata i w lutym 1982 odzyskał wolność. W czerwcu 1982 wygrał proces przeciwko milicjantom, którzy bili go podczas przesłuchań. 31 sierpnia 1982 po mszy za Ojczyznę w gliwickiej katedrze został zatrzymany pod zarzutem napaści na funkcjonariusza MO na służbie i odwieszono mu wcześniejszy wyrok. Został zwolniony w grudniu 1982, a postępowanie zostało umorzone na mocy amnestii 22 lipca 1983. W latach 1987–1988 był nauczycielem wychowania fizycznego w szkole podstawowej w Gliwicach. W latach 1987–1989 kolportował ulotki w związku z czym był zatrzymywany prewencyjnie i przesłuchiwany.
Ukończył studia licencjackie w Wyższej Szkole Ekonomii i Administracji w Bytomiu (2006), magisterskie na Wydziale Nauk Społecznych Uniwersytetu Śląskiego w Katowicach (2008) oraz podyplomowe na Wydziale Zarządzania i Marketingu Akademii Ekonomicznej w Katowicach (2010).
W 2006 roku po wypadku w KWK Halemba, gdzie zginęło 25 górników za publikację pt. "Nadzieja umiera ostatnia" otrzymał nagrodę Polskapresse za najlepszy w roku reportaż społecznościowy.
Postanowieniem z 13 grudnia 2010 został odznaczony Krzyżem Oficerskim Orderu Odrodzenia Polski, którym uhonorowany został przez Prezydenta RP Bronisława Komorowskiego 16 grudnia w czasie uroczystości 29. rocznicy pacyfikacji KWK „Wujek”.
W maju 2019 został odznaczony Krzyżem Wolności i Solidarności. W imieniu Prezydenta Rzeczypospolitej Polskiej Andrzeja Dudy odznaczenie wręczył prezes Instytutu Pamięci Narodowej dr Jarosław Szarek.
1 lipca 2024 powołany do Rady do Spraw Działaczy Opozycji Antykomunistycznej oraz Osób Represjonowanych z Powodów Politycznych przez Szefa Urzędu ds. Kombatantów i Osób Represjonowanych Lecha Parella.